# Torremenga
Torremenga, également appelée Torremenga de la Vera, est une commune de la province de Cáceres dans la communauté autonome d'Estrémadure en Espagne.

## Culture et patrimoine
Le village possède des vestiges préhistoriques et romains, ainsi que de belles galeries à piliers de granit. Il existe aussi des ruines d'un château wisigoth. L'église est du XVIIe siècle.